# Равілово
Раві́лово (рос. Равилово, башк. Рауил) — присілок у складі Абзеліловського району Башкортостану, Росія. Входить до складу Равіловської сільської ради.
Населення — 494 особи (2010; 429 в 2002).
Національний склад:
- башкири — 99%